# Goral tmavý
Goral tmavý je přežvýkavý sudokopytník z čeledi turovitých. Patří k podčeledi ovcí a koz. Obývá lesní oblasti na úpatí Himálaje.

## Charakteristika
Goral tmavý je asi 95 až 130 cm dlouhý, váží 35–42 kg. Srst je šedá nebo hnědošedá, na nohou žlutohnědá. Na krku jsou světlejší skvrny a v linii páteře je osamocený černý pruh. Samci mají na krku krátkou hřívu. Samci i samice mají dozadu zatočené růžky dlouhé až 18 cm.

## Místa výskytu
Goral tmavý žije v himálajských lesích. Lze jej potkat v Pákistánu, Nepálu, jižním Tibetu, Bhútánu, severní Indii včetně Sikkimu a Arunáčalpradéše, a možná i v západní Barmě. V Indii a Nepálu se vyskytuje v nadmořských výškách 900 – 2750 m. V Pákistánu byl zaznamenán v nadmořských výškách 1000 – 4000 m. Teritorium jednoho stáda má obvykle kolem 40 ha.

## Ekologie a chování
Goralové obvykle vytvářejí stádečka o 4–12 jedincích, známy jsou však i páry. Starší jedinci, především samci, mohou být samotáři. Goralové jsou aktivní především za úsvitu a za soumraku. Po ranní pastvě se goral obvykle napije a pak odpočívá na skále. Strava sestává především z listů a měkčích částí rostlin, především trav.
Goral je velmi hbitý a rychle běhá. Zbarvení jej velmi dobře maskuje, takže je těžké jej spatřit, zvláště když většinu dne tráví v klidu. Je-li v ohrožení, vydává syčivé a kýchavé zvuky.
Březost trvá 170–218 dní, rodí se obvykle jediné mládě. Matka mláďata odstavuje v 7–8 měsících. Dospělosti dosáhnou zhruba ve 3 letech. Goral se může dožít 14–15 let.

## Status a ochrana
Goral tmavý je uveden v CITES, příloze I. Mezinárodní svaz ochrany přírody (IUCN) jej eviduje jako téměř ohrožený druh.